# 贝索尼
贝索尼（法語：Bessonies，法語發音：[bɛsɔni]）是法国洛特省的一个市镇，属于菲雅克区。

## 地理
贝索尼（44°48'37"N, 2°9'3"E）面积7.41 平方千米，位于法国奧克西塔尼大區洛特省，该省份为法国西南部内陆省份，北起顺时针与科雷兹省、康塔爾省、阿韦龙省、塔恩-加龙省、洛特-加龍省和多尔多涅省接壤。
与贝索尼接壤的市镇（或旧市镇、城区）包括：帕尔朗、欧蒙堡、圣伊莱尔。

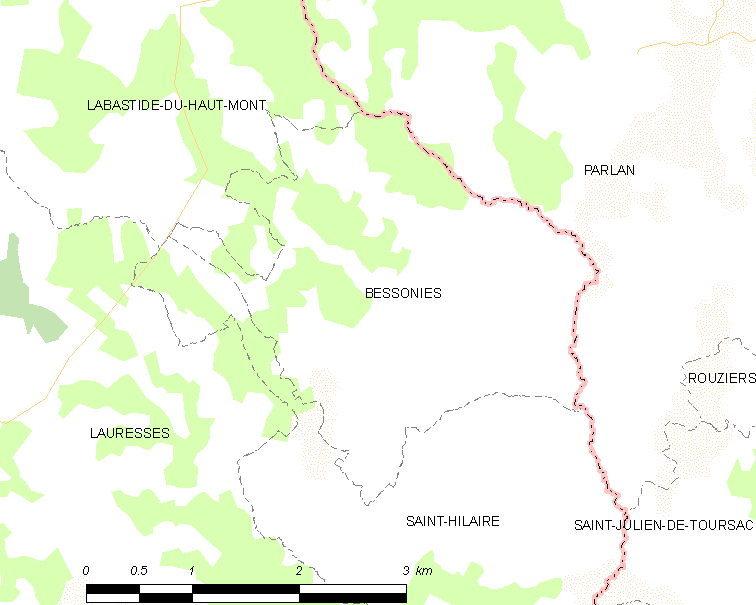
贝索尼的OSM定位图

贝索尼的时区为UTC+01:00、UTC+02:00（夏令时）。

## 行政
贝索尼的邮政编码为46210，INSEE市镇编码为46338。

## 政治
贝索尼所属的省级选区为拉卡佩勒马里瓦勒县。

## 人口

1962-2008年间贝索尼人口变化图示

贝索尼于2022年1月1日时的人口数量为74人。